# Приверно
Приверно (итал. Priverno) је насеље у Италији у округу Латина, региону Лацио.
Према процени из 2011. у насељу је живело 10005 становника. Насеље се налази на надморској висини од 96 м.

## Становништво
Према резултатима пописа становништва 2011. у општини је живело 13.891 становника.
| 1936. | 1951.  | 1961.  | 1971.  | 1981.  | 1991.  | 2001.  | 2011.  |
| ----- | ------ | ------ | ------ | ------ | ------ | ------ | ------ |
| 9.827 | 11.771 | 11.638 | 11.746 | 12.655 | 13.289 | 13.133 | 13.891 |

## Партнерски градови
- Роказека
- Валенхорст
- Брук на Лајти
- Bridgwater
- Tullins
- Општина Брда
- Брецлав
- Нови Бор
- Ухерско Храдиште